# 周邦彦
周邦彦（1056年—1121年），字美成，號清真居士，錢塘（今浙江杭州）人，北宋末期詞人、音乐家。宋徽宗時曾任大晟樂府提舉官，進一步完善了詞的體製形式。其詞在格律派人中長期被尊為「正宗」，又有「詞家之冠」或「詞中老杜」之稱。在詞之堂廡已大之後，繼柳永、開姜夔，能自度。

## 生平
據記載他少年時期個性比較疏散，但相當喜歡讀書，宋神宗時，他寫了一篇《汴都賦》，讚揚新法，因此由諸生擢為太學正，任教太學。當上學正後，常有積極作為，但在仕途上並沒有得意的成果，長期在州縣間擔任小官職。倒是詞愈寫愈受世人喜愛，加上精通音律，能自創新曲，詞名愈來愈大。
到宋徽宗時，周邦彥升為徽猷閣待制，並提舉大晟府，任命周邦彥擔任主管，從事審訂古調，討論古音，並創設許多音律，影響後世很大。徽宗時期是他作品最多的時期，大部份都帶有他華美、輕狂的特質。长期被后人尊为“词家之冠”。

## 野史
传说他与名妓李师师是相好，周邦彥幽會李師師時，宋徽宗亦來光顧，周邦彥躲在床下，事後周邦彥把皇帝與李師師兩人的約會情況寫成《少年游》一詞。宋徽宗知道之後，一怒将周贬出京城。

## 詞風
題材上，周邦彥詞以寫艷情與寫景詠物為主，多寫風月相思、羈旅行役，其次是寫景詠物，還有一些懷古傷今之作。
音律上，周詞嚴於守律，善於創調，格律嚴整，音調和諧，審音協律，於慢詞的審音調律上有貢獻，「創調之才多，創意之才少」，又被譽為「詞家正宗」。
寫作技巧上，周詞意境渾融，詞的技巧、格律進一步深化成熟，集北宋婉約詞之大成。周詞沈鬱頓挫，傾力於語言的鎔鑄。周詞善於鋪敘，富艷精工，回環往復曲折變化，鋪敘詳贍，長於勾勒，使詞意顯豁。摹物寫態，曲盡其妙。
修辭手法上，周詞喜歡用典故，善於融化前人詩句、舊句，或直接檃栝前人之詩入詞，渾然天成。

## 作品
- 《六丑·蔷薇谢后作》
- 《兰陵王·柳》
- 《满庭芳·夏日溧水无想山作》
- 《苏幕遮·燎沉香》
- 《西河·金陵怀古》
- 《少年游·并刀如水》

## 影响
南宋杨泽民、方千里各有《和清真词》，陈允平有《西麓继周集》，当代饶宗颐有《晞周集》，均为步韵周邦彦词作的专集。

## 评价
- 南宋陳郁《藏一话腴外编》：「二百年来乐府独步，贵人学士市儇妓女，知美成词为可爱。」
- 南宋刘肃《片玉集序》：「周美成以旁搜远绍之才，寄情长短句，缜密典丽，流风可仰。」
- 南宋陈振孙《直斋书录解题》：「清真词多用唐人诗语，檃括入律，浑然天成；长调尤善铺叙，富艳精工，词人之甲乙也。」
- 南宋尹焕：「求词于吾宋者，前有清真，后有梦窗。此非焕之言，四海之公言也。」
- 清戈载《宋七家词选》：「清真之词，其意淡远，其气浑厚，其音节又复精妍和雅，最为词家之正宗。」
- 民国陈匪石《宋词举》：「周邦彦集词学之大成，前无古人，后无来者，凡两宋之千门万户，清真一集，几擅其全，世间早有定论矣。」